# Jacob Salatun
Jacob Salatun (n. 29 mai 1927, Banyumas -d. 3 februarie 2012, Jakarta) a fost un general maior indonezian, ufolog și politician. A fost ministrul industriei în Guvernul Dwikora III în timpul președintelui Achmed Sukarno. Salatun este cunoscut ca fondator în 1963 al Lembaga Penerbangan dan Antariksa Nasional/LAPAN (Institutul Național Indonezian al Aeronauticii și al Spațiului Cosmic).

Logo-ul LAPAN

Jacob Salatun este pionier al ufologiei în Indonezia. A studiat fenomenul OZN din 1974.
Două dintre cărțile sale celebre sunt "Menjingkap Rahasia piring terbang" (cu sensul de Dezvăluind secretul farfuriei zburătoare, 1960) și "UFO: Salah Satu Masalah Dunia Masa Kini". (OZN, o ghicitoare a prezentului, 1982). El a fondat SUFOI (o organizație indoneziană de studii OZN) în 1980. Într-o scrisoare publicată din 1974 a afirmat că este "convins că trebuie să studiem serios problema OZN-urilor din motive de sociologie, de tehnologie și de securitate."